# 帕尔施卢格
帕尔施卢格是奥地利施蒂利亚州穆尔河畔布鲁克县的一个市镇。总面积21平方公里，总人口1780人，人口密度84.8人/平方公里（2001年）。